# Sistema de señalización R2
El sistema de señalización R2 es un protocolo de señalización para telecomunicaciones que se utilizó desde la década de 1960 principalmente en Europa, y más tarde también en Latinoamérica, Asia, y Australia, para transmitir información de intercambio entre dos sistemas de conmutación telefónica para establecer una llamada telefónica a través de una línea troncal telefónica. Es adecuado para señalización en circuitos analógicos y digitales.
Las especificaciones de señalización R2 fueron publicadas por primera vez por el Comité Consultivo Internacional Telegráfico y Telefónico (CCITT) en el Volumen VI del Libro Blanco de la UIT de 1969, y las mantiene el Sector de Normalización de las Telecomunicaciones de la Unión Internacional de Telecomunicaciones (ITU-T) en las recomendaciones Q.400 a  Q.490. El nombre R2 se deriva de una designación como Sistema Regional n.º 2
Los métodos de señalización R2 pueden dividirse lógicamente en dos grupos de protocolos. El grupo de señalización de línea comprende señales de supervisión para el establecimiento y la terminación de la llamada, mientras que la señalización entre registros utiliza señales multifrecuencia en banda para transferir información de direccionamiento de la parte que llama y de la parte llamada.